# Giacomellia
Giacomellia is een geslacht van vlinders van de familie nachtpauwogen (Saturniidae), uit de onderfamilie Ceratocampinae.

## Soorten
- G. bilineata (Burmeister, 1878)
- G. formosa Dognin, 1910
- G. inversa (Giacomelli, 1911)